# Markus A. Müller
Markus Alexander Müller (* 17. April 1973 in Kempten (Allgäu)) ist Intendant des Staatstheaters Mainz. 

## Leben
Markus Müller studierte Betriebswirtschaftslehre, Theaterwissenschaften, Germanistik und Philosophie in Bamberg, Erlangen und Mannheim. Während seines Studiums arbeitete er am Bamberger E.T.A.-Hoffmann-Theater als Regieassistent, Mitarbeiter in der Öffentlichkeitsarbeit und ab 1995 als Schauspieler und Regisseur.
Von 1997 bis 2001 war Müller persönlicher Referent des Generalintendanten Ulrich Schwab am Nationaltheater Mannheim und von 2001 bis 2005 stellvertretender Generalintendant. Darüber hinaus arbeitete er als künstlerischer Leiter verschiedener Festivals und Theaterprojekte. 
Von August 2006 bis Juli 2014 war er Generalintendant des Oldenburgischen Staatstheaters. Hier etablierte er das Junge Staatstheater (JUST) als eigene Sparte des Hauses. Er initiierte das Festival „Go West“ (Theater aus Flandern und den Niederlanden) sowie des internationalen „Performing Arts Festivals PAZZ“. 2007 eröffnete unter seiner Leitung die Spielstätte „Exerzierhalle“ am Pferdemarkt mit zwei variablen Bühnen. Dieses Projekt konnte er ausschließlich durch Drittmittel und Sponsorengelder finanzieren. Unter Müller etablierte sich die neue Sparte "Niederdeutsches Schauspiel" mit dem Ensemble der August-Hinrichs-Bühne.
„Im gesellschaftlichen Leben gibt es im Moment eine große Tendenz zu verharren, alles ist festgefahren“, sagte Müller in einem Gespräch, das er einige Wochen nach Amtsantritt in Oldenburg für die Zeitschrift Oper & Tanz führte und das seine künstlerische Idee wiedergibt. „Zugleich sehnen sich die Leute nach etwas Anderem, aber keiner wagt mehr, diese Utopien auch wirklich zu entwerfen und auszusprechen. Das Theater ist immer noch der Ort, wo man diese Sehnsucht fördern sollte.“
In der Spielzeit 2010/11 wurde unter Müllers Leitung das Große Haus in Oldenburg saniert und restauriert sowie das Probenzentrum grundständig umgebaut und erweitert. Finanziert wurde dies aus dem Konjunkturpaket II des Bundes. Während der Baumaßnahmen wurde ein großer Teil des Spielbetriebs in die Halle 10, eine ehemalige Flugzeugwerft auf dem stillgelegten Oldenburger Fliegerhorst, ausgelagert. In der neuen Umgebung gab es spannende Produktionen.
Seit der Spielzeit 2014/15 ist er Intendant und Geschäftsführer des Staatstheater Mainz. Am 21. November 2015 sangen 120 Mitarbeiter des Hauses Ode an die Freude, während die rechtspopulistische Partei Alternative für Deutschland vor dem Staatstheater auf dem Gutenbergplatz eine Kundgebung unter dem Motto „Gegen das Asylchaos“ abhielt. Müller hatte alle Mitarbeiter des Hauses dazu eingeladen. Die Polizei Mainz und die AfD stellten daraufhin Strafanzeige gegen das Staatstheater Mainz in Persona Markus A. Müller wegen „grober Störung einer genehmigten Versammlung“. „Wenn man dafür eine Anzeige bekommt, dann ist das eben so“, sagte er anschließend. Die Staatsanwaltschaft Mainz stellte das Ermittlungsverfahren ein.
Markus A. Müller ist Gewinner des Mainzer Medienpreises 2024.